# ノウス・ホモ
ノウス・ホモ（羅: novus homo、複数羅: novi homines）は、共和政ローマ後期において父祖に高位の公職者を持たず、執政官に就任した者を指す。ラテン語で「新しい人」の意味。「新人」とも訳される。ホモ・ノウス（羅: homo novus）とも。

## 概要
共和政ローマの社会においては、初期は元老院議員及び各公職は血統貴族であるパトリキによって独占されていたものの、その後勢力を増したプレブスも身分闘争を経てこれらに就任するようになっていった。とはいってもローマ社会においてはすべての成人男性に元老院議員への道が開かれていたとは言い難く、実質は旧来のパトリキに加え富裕な上層プレブスのみが元老院を構成した。このような元老院を構成したパトリキと上層プレブスは一体化しノビレスと呼ばれ、共和政中期以降ノビレス家系出身者以外がローマの支配階層に参入することは難しくなっていった。こうした状況下でその困難を乗り越えてノビレスの家系出身者以外で支配階層に参入した者、具体的には最高位の公職である執政官となったものを「ノウス・ホモ」と呼ぶ。
ノウス・ホモの定義はノビレスの定義次第で揺れがある。いつの時代までに支配階層に加わった者がノビレスに含まれ、いつの時代以降はノビレスに含まれずノウス・ホモとして扱われるのか、明確な線引きは困難である。しかしながら、おおむね祖先に執政官級の公職者を輩出したことがないプレブス系の家族の出身者が、ノウス・ホモと定義される。代表的な人物としてはガイウス・マリウスとマルクス・トゥッリウス・キケロが挙げられる。
新人たちは公職者選挙などではノビレスの候補者に対して不利であったといわれている。しかし帝政期に入ると皇帝を中心とした支配機構の中で身分の流動化も見られ、共和政期ほど珍しい存在ではなくなった。

## 主なノウィ・ホミネス
- ルキウス・ムンミウス
- マルクス・ポルキウス・カトー
- マルクス・トゥッリウス・キケロ
- ガイウス・ドゥイリウス
- ガイウス・マリウス
- ガイウス・コルネリウス・タキトゥス
- ガイウス・フラミニウス